# Confiança no processo de liderança
Confiança é o que se espera de outra pessoa em situações que irão exigir tomadas de decisões das quais estamos envolvidos e não podemos correr riscos. A confiança é um dos alicerces da construção social de toda e qualquer relação entre pessoas, grupos, ou organizações, ou seja, é a base na qual consolidam-se relações sociais,Interpessoais e entre os grupos de uma organização, bem como as relações Inter organizacionais”
Para que haja a confiança é necessário que exista humildade entre as partes envolvidas. Por isso é fundamental o tempo para que a confiança seja construída. 
Os fundamentos do conceito de confiança são cinco: 
- Integridade: Refere-se a honestidade e a confiabilidade;
- Competência: Engloba as habilidades e conhecimentos técnicos e interpessoais do indivíduo.
- Consistência: Está relacionada à segurança, previsibilidade e capacidade de julgamento que a pessoa demonstra nas situações;
- Lealdade:É disposição de proteger e defender outra pessoa;
- Abertura: Quando você acredita que a outra pessoa tem total confiança em você.

Liderança é a capacidade de influenciar uma equipe para determinados objetivos. A liderança pode estar relacionada apenas ao cargo que a pessoa ocupa, nesse sentido, podemos dizer que para ser um líder nem sempre precisa ocupar um cargo administrativo.
Entre a empresa e os seus colaboradores existe uma relação de troca, entre os liderados e o líder, que envolve expectativas de comportamento de ambos os lados. A decepção diante de tais expectativas, ou seja, a quebra da relação de troca, pode levar a comportamentos indesejados por parte dos liderados. Os gestores devem atualizar as técnicas que visam o controle dos funcionários a fim de desenvolverem processos de convencimento,por meio da confiança e credibilidade.
Não há como liderar sem a confiança do liderado. É necessário tempo para se constituir a familiaridade, já que se a confiança é construída, ou seja, não é algo inerente no processo de liderança.  E ainda nessa perspectiva, a integridade, uma das dimensões da confiança, e a característica mais forte no processo de liderança. Nesse processo deve-se administrar os traços, isto é, as características de um líder ou ainda os comportamentos são de suma importância para a formação de um líder.  
No processo de liderança a inteligência emocional está acima da inteligência básica. 
Isso não significa que um líder não deve expor os seus sentimentos, mas sim controlá-los em situações que a razão supera a emoção.

## Tipos de Confiança e Tipos de liderança
De forma geral existem três tipos de confiança:
- Baseada na Intimidação, ou seja, no medo de punição de uma autoridade no ambiente de trabalho;[2]

- Baseada no Conhecimento, no que é previsível saber, pois tanto o líder como o liderado já se conhecem;[2]

- Baseada na Identificação, essa confiança está no nível mais alto a ser conquistado pois trata –se de uma ligação emocional entre os envolvidos, nesse envolvimento há também uma lealdade, pois nesse processo ambas as partes se conhecem a tal ponto de saber o que o outro pretende.[2]